# 強盛大国
強盛大国（きようせいたいこく、朝鮮語: 강성대국、英語: Strong and Prosperous Nation）は、朝鮮民主主義人民共和国 (北朝鮮) が掲げる政治目標である。

## 概要
1998年、金正日が慈江道を訪れ現地指導した際に提唱した思想である。2012年に強盛大国の目標を実現することが明示された。
強盛大国の思想を達成するためには、民族の意識（主体思想）隆盛、軍事（先軍政治）拡張、政治及び経済の繁栄の4事項が必要であるとされている。